# Dahnsdorf
Dahnsdorf ist ein Ortsteil der Gemeinde Planetal im Landkreis Potsdam-Mittelmark in Brandenburg. Der Ort gehört dem Amt Niemegk an.

## Lage
Dahnsdorf liegt im Hohen Fläming etwa vier Kilometer nordwestlich von Niemegk und sieben Kilometer südöstlich von Bad Belzig. Umliegende Ortschaften sind der zur Stadt Bad Belzig gehörende Ortsteil Preußnitz im Norden, Mörz im Nordosten, die Stadt Niemegk im Südosten, der zur Gemeinde Rabenstein/Fläming gehörende Gemeindeteil Neuendorf im Süden, der zu Niemegk gehörende Ortsteil Lühnsdorf im Südwesten, Kranepuhl im Westen sowie die Stadt Bad Belzig im Nordwesten.
Durch Dahnsdorf selbst verläuft die Kreisstraße 6927. Die Bundesstraße 102 von Bad Belzig nach Jüterbog verläuft unmittelbar nordöstlich des Ortes. Südöstlich von Dahnsdorf verläuft die Bundesautobahn 9, deren nächstgelegene Anschlussstelle Niemegk liegt etwa drei Kilometer entfernt.
Südlich von Dahnsdorf nahe der Autobahn fließt die Plane.

## Geschichte

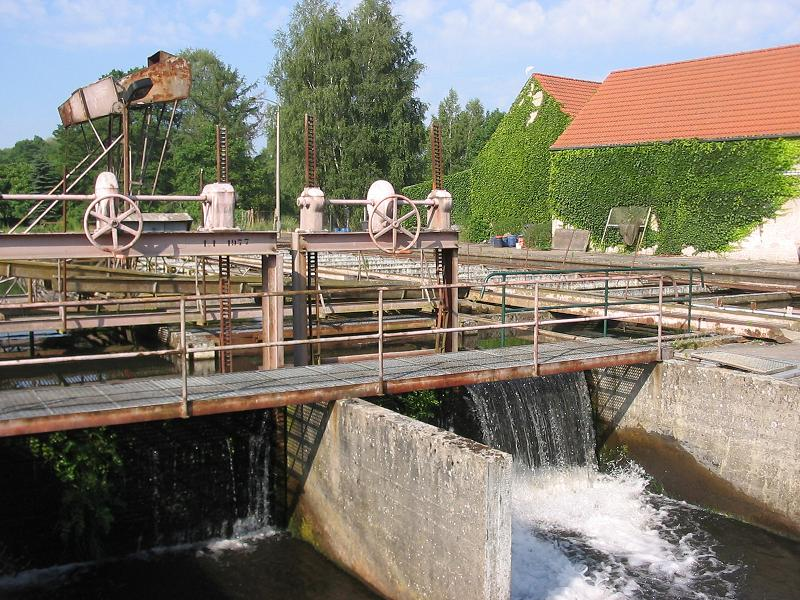
Die Plane an der Komthurmühle

Dahnsdorf wurde erstmals im Jahr 1227 als Danestorp urkundlich erwähnt. Der Ortsname leitet sich von einem Personennamen ab und bedeutet Dorf des Dan. Da Dahnsdorf bereits zum Zeitpunkt seiner Ersterwähnung ein Kirchendorf war, wurde die Dorfkirche Dahnsdorf vermutlich kurz vorher erbaut. Bei der Kirche handelt es sich um einen Feldsteinbau. Der Altar der Kirche stammt aus der Zeit des Barock. Des Weiteren befindet sich in der Kirche eine – unvollständige – Triumphkreuzgruppe. Das Dorf befand sich von 1227 bis zur Reformation im Besitz des Deutschen Ritterordens. 
Im Jahr 1575 wird die Compthurey Dahnsdorf erstmals erwähnt, die der Komthurmühle ihren Namen gab. 1591 hatte Dahnsdorf 55 Hufen. Dahnsdorf gehörte seit jeher zum Königreich Preußen und lag dort im Regierungsbezirk Potsdam. Am 25. Juli 1952 wurde die Gemeinde dem damals neu gebildeten Kreis Belzig im Bezirk Potsdam zugeordnet. Nach der Wende lag Dahnsdorf im Landkreis Belzig in Brandenburg und schloss sich zum 11. Februar 1992 dem Amt Niemegk an. Nach der Kreisreform in Brandenburg am 6. Dezember 1993 kam die Gemeinde schließlich zum neu gebildeten Landkreis Potsdam-Mittelmark. Zum 1. Juni 2002 wurde Dahnsdorf zusammen mit den bis dahin ebenfalls eigenständigen Gemeinden Kranepuhl, Mörz und Locktow zu der neuen Gemeinde Planetal zusammengeschlossen.

## Bevölkerungsentwicklung
| 1875 | 490 | 1939 | 478 | 1981 | 477 |
| 1890 | 473 | 1946 | 773 | 1985 | 486 |
| 1910 | 501 | 1950 | 740 | 1989 | 463 |
| 1925 | 506 | 1964 | 562 | 1995 | 435 |
| 1933 | 500 | 1971 | 551 | 2001 | 448 |

## Nachweise
1. ↑  Gemeinde- und Ortsteilverzeichnis. In: geobasis-bb.de. Landesvermessung und Geobasisinformation Brandenburg, archiviert vom Original (nicht mehr online verfügbar) am 16. August 2017; abgerufen am 7. Juli 2017.  Info: Der Archivlink wurde automatisch eingesetzt und noch nicht geprüft. Bitte prüfe Original- und Archivlink gemäß Anleitung und entferne dann diesen Hinweis.
2. ↑  Reinhard E. Fischer: Die Ortsnamen der Länder Brandenburg und Berlin. Alter – Herkunft – Bedeutung. Bebra-Wissenschaftsverlag, Berlin 2005, ISBN 3-937233-17-2. hier S. 41
3. ↑  Dahnsdorf. In: amt-niemegk.de. Amt Niemegk, abgerufen am 7. Juli 2017.
4. ↑  Dahnsdorf. In: fu-berlin.de. Abgerufen am 7. Juli 2017.
5. ↑  Dahnsdorf im Geschichtlichen Ortsverzeichnis. Abgerufen am 7. Juli 2017.
6. ↑  Historisches Gemeindeverzeichnis des Landes Brandenburg 1875 bis 2005. (PDF; 331 KB) Landkreis Potsdam-Mittelmark. Landesbetrieb für Datenverarbeitung und Statistik Land Brandenburg, Dezember 2006, abgerufen am 7. Juli 2017.